# Onesse-Laharie
Onesse-Laharie ist eine französische Gemeinde mit 1.057 Einwohnern (Stand 1. Januar 2022) im Département Landes in der Region Nouvelle-Aquitaine. Sie gehört zum Kanton Pays Morcenais Tarusate und zum Arrondissement Mont-de-Marsan.
Sie grenzt im Norden an Escource, im Nordosten an Solférino, im Osten an Morcenx-la-Nouvelle, im Südosten an Rion-des-Landes (Berührungspunkt der Gemeindegemarkungen von Onesse-Laharie, Rion-des-Landes und Lesperon), Lesperon im Süden und Mézos im Westen.

## Bevölkerungsentwicklung
| Jahr      | 1962 | 1968 | 1975 | 1982 | 1990 | 1999 | 2008 | 2015 |
| --------- | ---- | ---- | ---- | ---- | ---- | ---- | ---- | ---- |
| Einwohner | 983  | 904  | 911  | 966  | 981  | 927  | 943  | 986  |

## Sehenswürdigkeiten
- Die romanische katholische Kirche Saint-Jean-Baptiste
- Kriegerdenkmal, seit dem 5. Juli 2005 ein Monument historique
- Flurkreuz

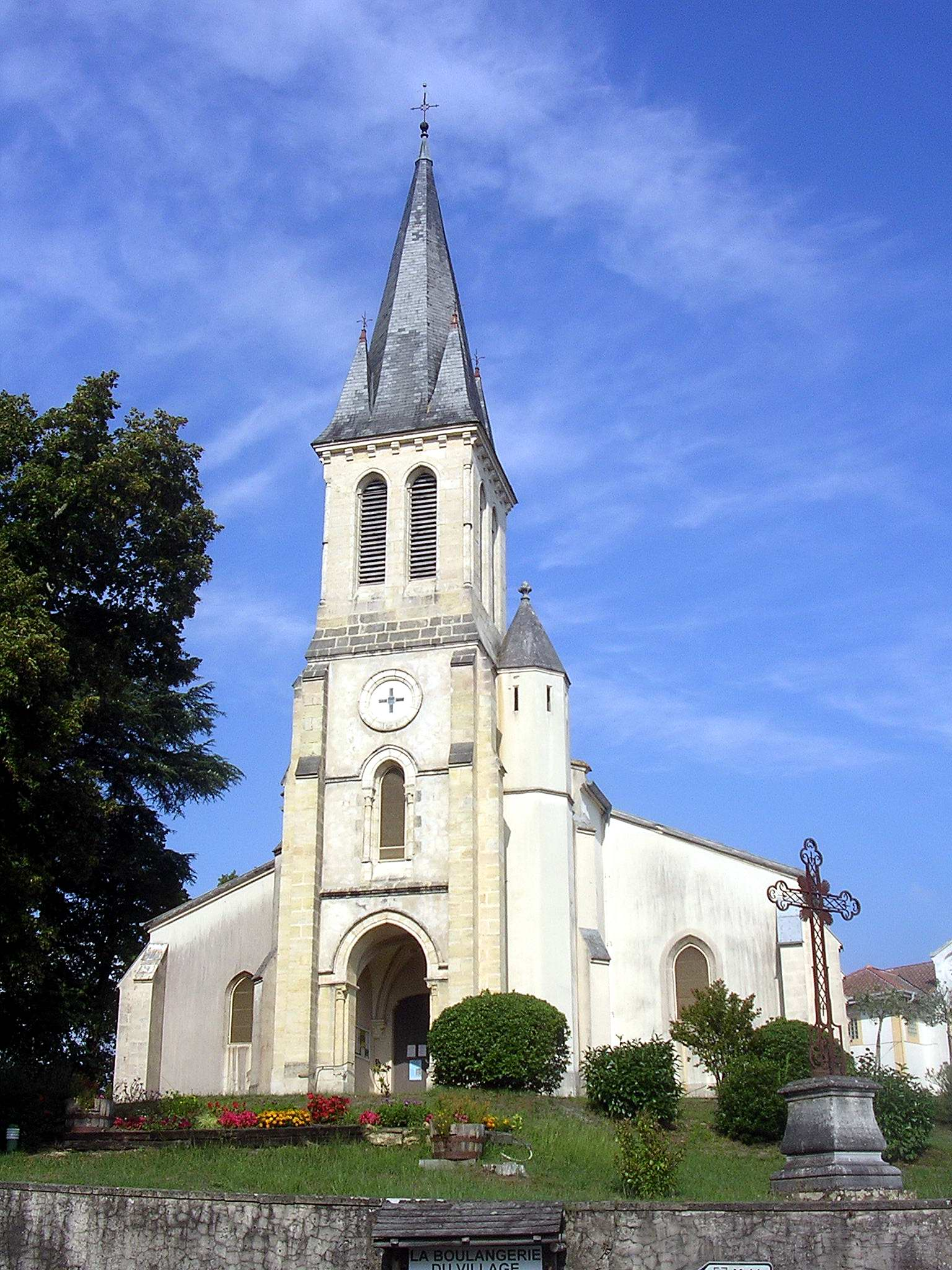
Kirche Saint-Jean-Baptiste
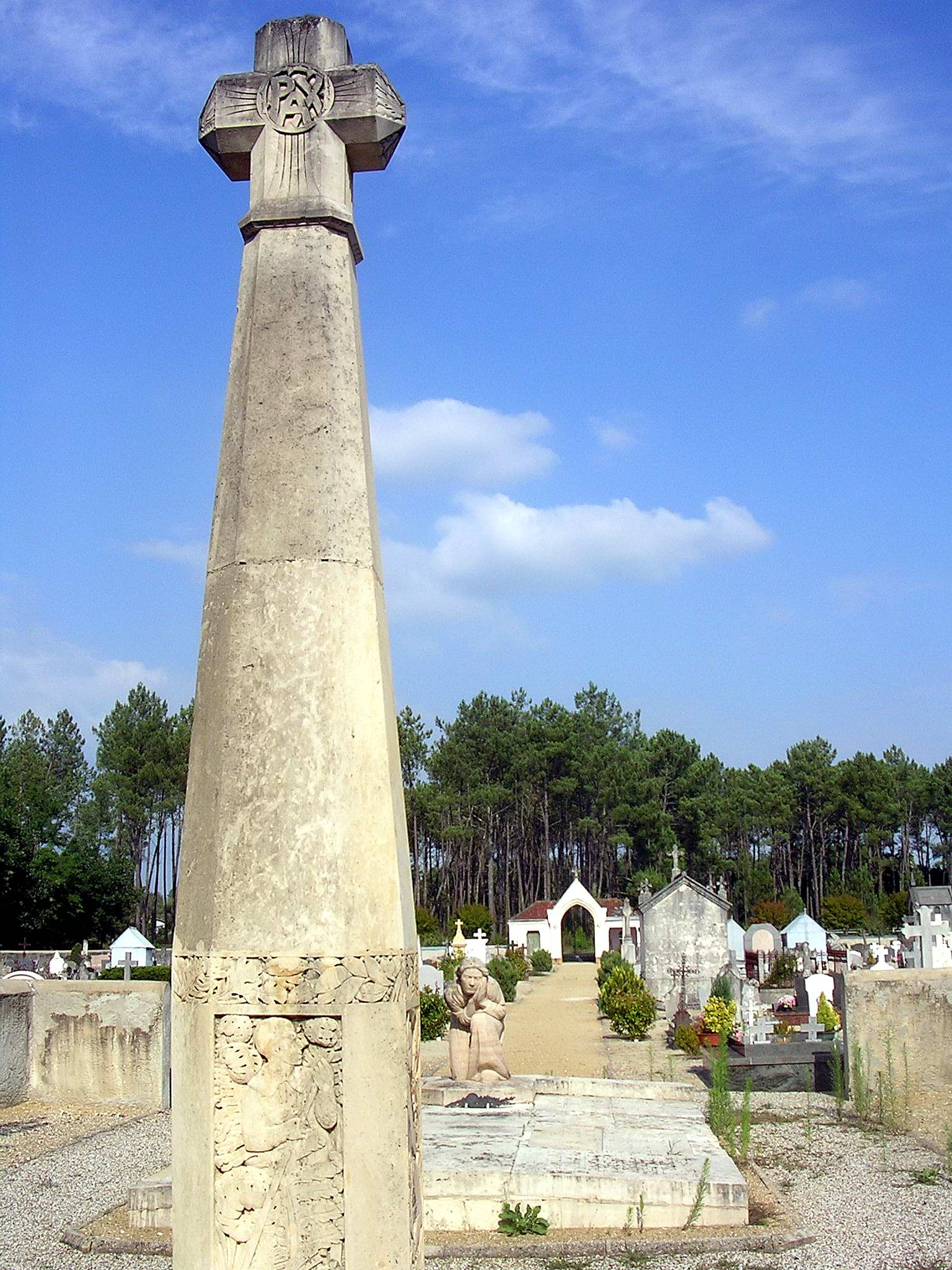
Kriegerdenkmal